# Cantón de Trie-sur-Baïse
El cantón de Trie-sur-Baïse era una división administrativa francesa, que estaba situada en el departamento de Altos Pirineos y la región de Mediodía-Pirineos.

## Composición
El cantón estaba formado por veintidós comunas:
- Antin
- Bernadets-Debat
- Bonnefont
- Bugard
- Estampures
- Fontrailles
- Fréchède
- Lalanne-Trie
- Lamarque-Rustaing
- Lapeyre
- Lubret-Saint-Luc
- Luby-Betmont
- Lustar
- Mazerolles
- Osmets
- Puydarrieux
- Sadournin
- Sère-Rustaing
- Tournous-Darré
- Trie-sur-Baïse
- Vidou
- Villembits

## Supresión del cantón de Trie-sur-Baïse
En aplicación del Decreto nº 2014-242 de 25 de febrero de 2014, el cantón de Trie-sur-Baïse fue suprimido el 22 de marzo de 2015 y sus 22 comunas pasaron a formar parte del nuevo cantón de Las Laderas.